# Bernt Petschaelis

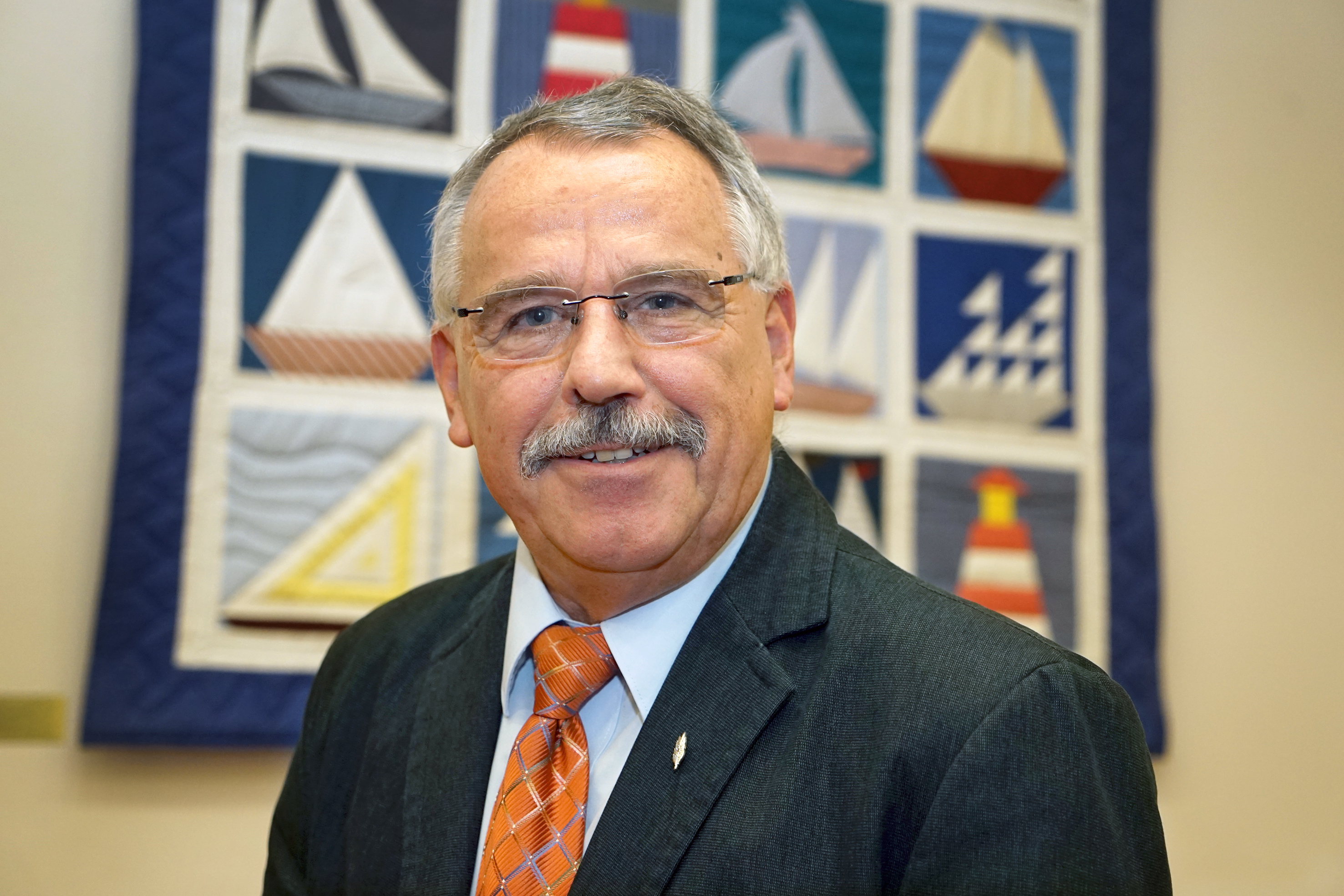
Bernt Petschaelis

Bernt Petschaelis (geb. 1950 in Zingst) ist ein ehemaliger deutscher Sportlehrer, Sportfunktionär und Handballspieler.

## Leben
Bernt Petschaelis studierte von 1970 bis 1974 Sport und Geographie an der Ernst-Moritz-Arndt-Universität Greifswald. Nach dem Studium arbeitete er bis 1990 als Lehrer im Hochschuldienst am dortigen Institut für Sportwissenschaft und bildete Studenten in den Sportarten Handball, Volleyball, Fußball, Rudern und Wintersport aus.  Von 1990 bis 2013 wirkte er als Sportamtsleiter, ab 2000 als Schulverwaltungs- und Sportamtsleiter in der Hansestadt Greifswald. 2014 ging Petschaelis in den Ruhestand.

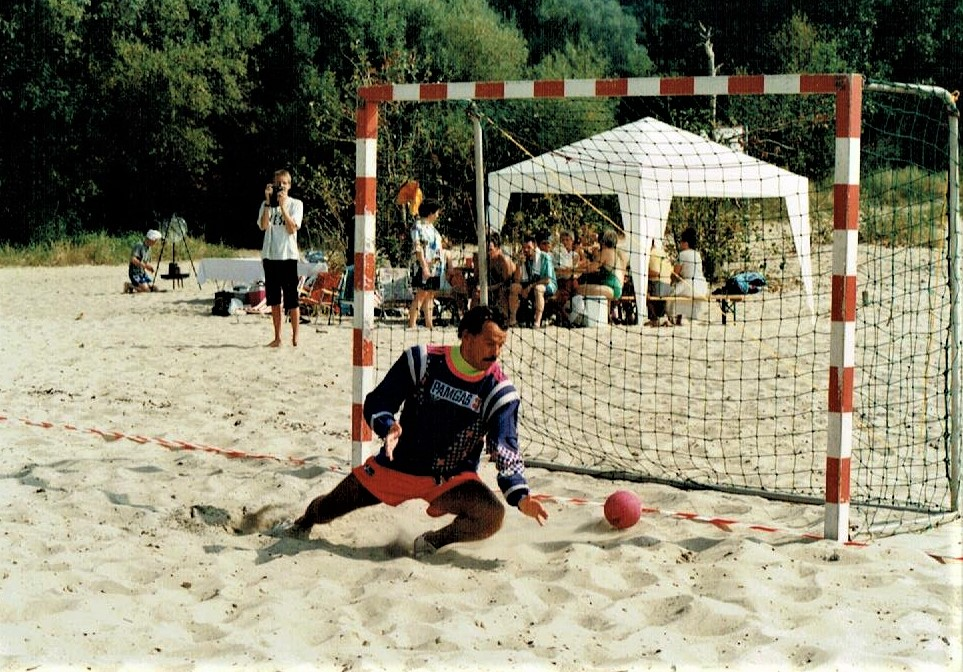
Bernt Petschaelis (Torwart)

Über 1300 Handballspiele absolvierte das Ehrenmitglied der Hochschulsportgemeinschaft von 1965 bis 2011 im Tor der HSG Universität Greifswald. Davon 900 Spiele in der 1. Männermannschaft, unter anderem in der DDR-Liga. Neben zahlreichen ehrenamtlichen Funktionen innerhalb des Vereins und auf kommunaler Ebene war er von 1985 bis 1990 Mitglied der zentralen Fachgruppe Handball des Hoch- und Fachschulsports der DDR. Von 1994 bis 2002 gehörte er als Vizepräsident zum Präsidium des Landessportbundes und war in der Zeit auch Vorsitzender des Trägervereins des Olympiastützpunktes Mecklenburg/Vorpommern. Darüber hinaus gehörte er von 2003 bis 2012 als Vizepräsident dem Präsidium des Handballverbandes Mecklenburg/Vorpommern an. Von 2000 bis 2014 war er ehrenamtlich als stellvertretender Vorsitzender in der Arbeitsgemeinschaft Deutscher Sportämter aktiv und wurde nach seinem Ausscheiden als „Ehrenvorstandsmitglied“ berufen.

## Belege
- www.Blitzverlag.de – Das Anzeigenblatt von Mecklenburg/Vorpommern, 24. Januar 2021 in allen 19 Ausgaben; „Ein Leben mit und für den Sport ist das Motto des ehemaligen Handballers Bernt Petschaelis“
- www.ostsee-zeitung.de – Lokalteil Hansestadt Greifswald, 13. Dezember 2013, Seite 9, „Endlich mehr Zeit für den Sport“.
- www.nordkurier.de – 6./7. Februar 2021, Seite 19, „DDR-Handball-Legende: Der 1300-Spiele-Mann Bernt Petschaelis“ von Ralf Scheunemann;
- www.ostsee-anzeiger.de – 26. Dezember 2018, Seite 2, „Petscha“ – ein Leben für den Sport;
- www.ostsee-zeitung.de – 22. Januar 2019, Lokalteil Hansestadt Greifswald; „Urgestein des Greifswalder Handballsports“ von Eckhard Oberdörfer

| Personendaten    | Personendaten                                              |
| ---------------- | ---------------------------------------------------------- |
| NAME             | Petschaelis, Bernt                                         |
| KURZBESCHREIBUNG | deutscher Sportlehrer, Sportfunktionär und Handballspieler |
| GEBURTSDATUM     | 1950                                                       |
| GEBURTSORT       | Zingst                                                     |